# Мансфілд (Вашингтон)
Мансфілд (англ. Mansfield) — місто (англ. town) в США, в окрузі Дуглас штату Вашингтон. Населення — 326 осіб (2020).

## Географія
Мансфілд розташований за координатами 47°48′43″ пн. ш. 119°38′18″ зх. д. / 47.81194° пн. ш. 119.63833° зх. д. (47.811827, -119.638393).  За даними Бюро перепису населення США в 2010 році місто мало площу 0,79 км², уся площа — суходіл. В 2017 році площа становила 0,84 км², уся площа — суходіл.

## Демографія
Згідно з переписом 2010 року, у місті мешкало 320 осіб у 144 домогосподарствах у складі 99 родин. Густота населення становила 404 особи/км².  Було 169 помешкань (213/км²).
Расовий склад населення:
| - 97,5 % — білих - 0,6 % — корінних американців - 0,3 % — азіатів |

До двох чи більше рас належало 1,6 %. Частка іспаномовних становила 4,7 % від усіх жителів.
За віковим діапазоном населення розподілялося таким чином: 22,8 % — особи молодші 18 років, 53,1 % — особи у віці 18—64 років, 24,1 % — особи у віці 65 років та старші. Медіана віку мешканця становила 46,4 року. На 100 осіб жіночої статі у місті припадало 95,1 чоловіків;  на 100 жінок у віці від 18 років та старших — 97,6 чоловіків також старших 18 років.
Середній дохід на одне домашнє господарство  становив 56 495 доларів США (медіана — 47 083), а середній дохід на одну сім'ю — 74 326 доларів (медіана — 66 875). Медіана доходів становила 65 833 долари для чоловіків та 37 500 доларів для жінок. За межею бідності перебувало 9,3 % осіб, у тому числі 0,0 % дітей у віці до 18 років та 4,1 % осіб у віці 65 років та старших.
Цивільне працевлаштоване населення становило 99 осіб. Основні галузі зайнятості: освіта, охорона здоров'я та соціальна допомога — 34,3 %, сільське господарство, лісництво, риболовля — 31,3 %, науковці, спеціалісти, менеджери — 14,1 %, будівництво — 10,1 %.